# NGC 5747
NGC 5747 este o galaxie spirală situată în constelația Boarul. A fost descoperită în 15 martie 1784 de către William Herschel. Se află la o distanță de 128,66 de megaparseci de Pământ.